# Audi 200

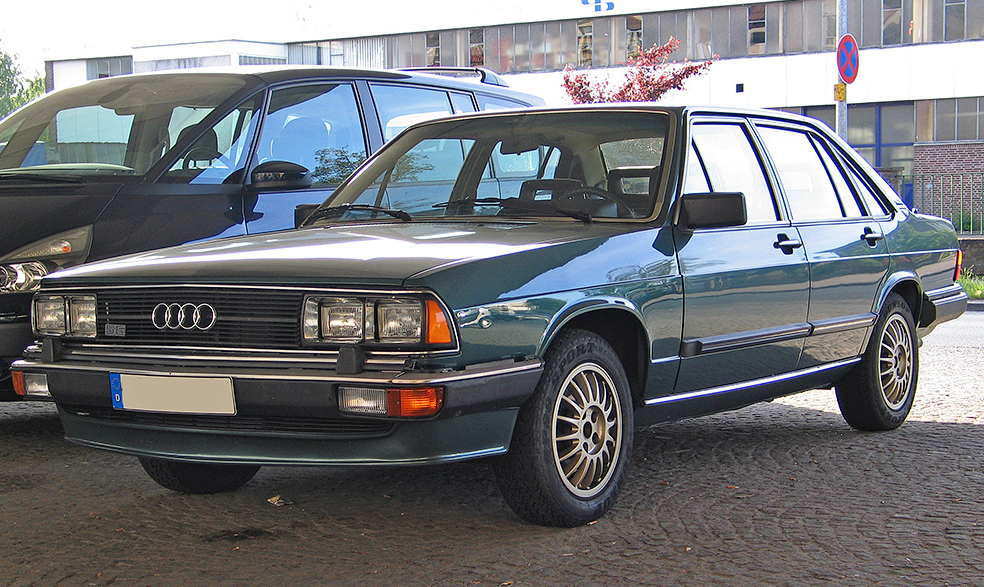
Audi 200.

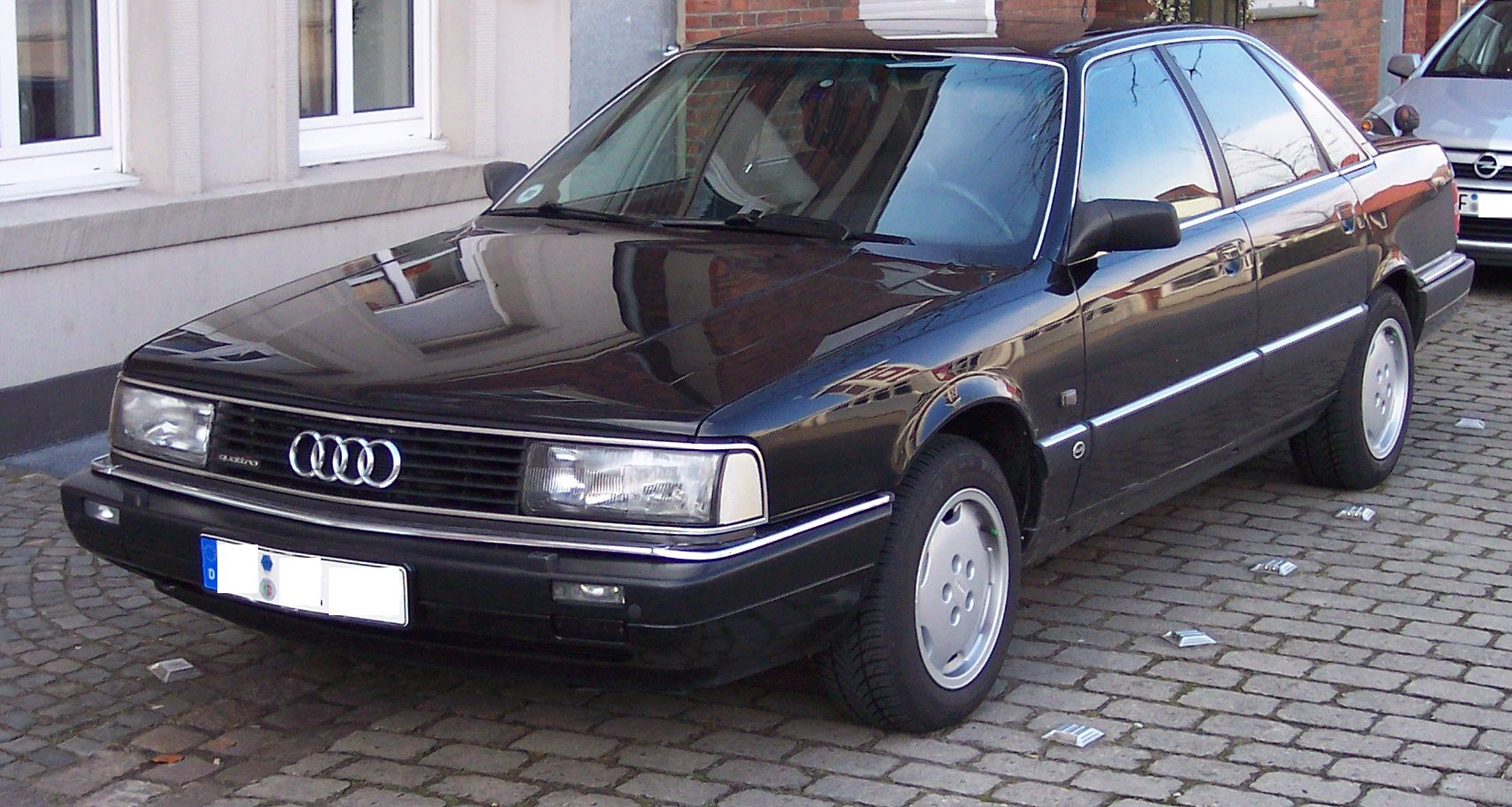
Audi 200 quattro 20V (Typ44)

Audi 200 är lyxmodellen av Audi 100 från Audi, tillverkad 1979-1991.
Modell C2 (Typ 43) (1979-1983) hade det mesta gemensamt med samtida Audi 100, men fick också en femcylindrig turbomotor på 170 Hk och lite mer lyxig inredning och mer krom på utsidan. Grundkarosser delade den med Audi 100.
När C3 (Typ 44) kom 1984 med ny mer strömlinjeformad kaross. I Sverige tog generalagenten bara in den mest välutrustade modellen; femcylindrig turbomotor(fanns med 136hkr motor också ,utan Turbo på andra marknader, bland annat Tyskland), manuell växellåda, färddator, ABS, AC och de enda tillvalen som kunden kunde göra var lackkulör och om det skulle vara skinnklädsel och elektrisk taklucka. Därför kostade den 2,5 gånger mer än den enklaste Audi 100 med samma kaross. Quattromodellen gjorde 0-100 på 6,6sekunder respektive 6,7sekunder för Avant (kombi).
För att bli mer exklusiv än Audi 100, så fick den ett eget utseende, med bland annat front med blinkers i stötfångarna och annan instrumentbräda. Grundkarossen var identisk med Audi 100 sånär som på annorlunda bakre hjulhus.
Stig Blomqvist körde en Audi 200 Quattro i Svenska Rallyt 1989. De två första dagarna förstördes av misständande motor, men till tredje och sista dagen fick mekanikerna ordning på detta och Stig presterade de bästa sträcktiderna tillsammans med Kenneth Eriksson.

## Berömda Audi 200
- En nästan standardutrustad Audi 200 Quattro vann Safarirallyt 1987 med Hannu Mikkola som förare.
- Monte Carlo-rallyt 1987 kom Walter Röhrl med kartläsaren Christian Geistdorfer trea i en Audi 200.
- En mycket modifierad Audi 200 vann US TransAm serien 1988. Den femcylindriga 2,1 litersmotorn utvecklade 630 hästkrafter och karossen var av glasfiber.
- En gråmetallic Audi 200 körs av James Bond i filmen "The Living Daylights" 1987.

Audi 200 efterträddes av Audi S4 och senare Audi S6.